# Parwanipur
Parwanipur (en népalais : औरही) est un comité de développement villageois du Népal situé dans le district de Sarlahi. Au recensement de 2011, il comptait 8 500 habitants.